# مایک یورک
مایک یورک (انگلیسی: Mike York؛ زادهٔ ۳ ژانویهٔ ۱۹۷۸) بازیکن هاکی روی یخ اهل ایالات متحده آمریکا است.
از باشگاه‌هایی که در آن بازی کرده‌است می‌توان به نیویورک رنجرز، فیلادلفیا فلایرز، فینیکس کایوتیس، و ادمونتون اویلرز اشاره کرد.